# 섀도 IT
섀도 IT(shadow IT)는 대규모 조직에서 중앙 정보 시스템에 의해 부과된 제한 사항을 우회하기 위해 중앙 IT 부서가 아닌 다른 부서에서 배포한 정보기술(IT) 시스템을 의미한다. 섀도 IT는 혁신과 생산성을 촉진할 수 있지만 특히 이러한 시스템이 기업 거버넌스와 일치하지 않는 경우 보안 위험과 규정 준수 문제를 야기한다.

## 기원
대규모 조직의 정보 시스템은 사용자에게 불만의 원인이 될 수 있다. 중앙 집중식 IT 부서에서 제공하는 솔루션의 제한 사항과 개인 생산성에 해를 끼치는 것으로 간주되는 제한 사항을 우회하기 위해 IT 부서가 아닌 부서에서는 특정 또는 긴급한 요구 사항에 맞게 독립적인 IT 리소스를 개발할 수 있다. 경우에 따라 기업 거버넌스 채널에 대한 지식이나 승인 없이 IT 전문가를 채용하거나 중앙 IT 부서 외부에서 소프트웨어 솔루션을 조달할 수 있다.